# 哈瑪 (中土大陸)
哈瑪（英語：Háma）是托爾金傳說故事集裡中土大陸的一個人物。他是洛汗國王希優頓的皇家禁衛軍隊長，於《雙城奇謀》中登場。

## 生平

### 在小說中
第三紀元3019年的3月2日，在甘道夫、亞拉岡、勒苟拉斯和金靂抵達洛汗首都伊多拉斯的梅杜西金殿門前時，哈瑪告诉他們：他們在進入國王所在大廳前必須交出所有的武器。亞拉岡卻不願交出他的聖劍，但哈瑪说：這是希優頓王的命令，亞拉岡必须選擇交出他的剑或是跟伊多拉斯所有人為敵。最后，亞拉岡勉強同意，但他命令哈瑪不許任何人觸碰聖劍安都瑞爾。而其他人也都交出了各自的武器，但巫師甘道夫仍堅持留下他的手杖，哈瑪准許了他這樣作，並说：
巫師手中的手杖可不僅僅是年齡的象徵。毫無疑問，自重的人會相信自己的智慧，我相信你們是我國的朋友，也都是重榮譽的人，不會有邪惡的目地。——雙城奇謀 – 金殿之王
借助於手杖，甘道夫得以將希優頓從為薩魯曼工作的葛力馬·巧言影響底下釋放出來。哈瑪被传唤去監牢释放希優頓的侄子伊歐墨，并把他带到国王前。 伊歐墨要求哈瑪把他的寶剑古絲溫也一併帶來 ，哈瑪也照著去做了，因为他很高興驃騎軍團的元帥被释放了；希優頓很惊讶地看到手持寶剑的伊歐墨站在他面前，哈瑪承認這是他的錯誤，但最後希優頓接受了伊歐墨的劍和忠誠的保證。
隨後哈瑪被派去從葛力馬手中取回希優頓的自己的寶劍西格魯因（Herugrim），並將叛徒葛力馬送到國王前。葛力馬很不情願地交给哈瑪自己箱子的鑰匙，并且当哈瑪打开該箱子时，除了寶劍外還發現許多之前失竊的物品。两名守卫押送葛力馬到希優頓寶座前，哈瑪跪下，將西格魯因呈給國王。
之後哈瑪陪同希優頓王前往聖盔谷參與戰鬥，在3月3日至4日的聖盔谷之戰當中，哈瑪於守衛大門時被杀害，襲擊者在哈瑪死後還摧毀了他的屍體。戰後哈瑪被埋葬在號角堡陰影下一座單獨的墳墓中。 希優頓將第一坯土撒在哈瑪的墳墓上。

### 改编描述
在彼得·傑克森的電影《魔戒二部曲：雙城奇謀》中，哈瑪由紐西蘭演員約翰·連（John Leigh）飾演。電影裡哈瑪確實是門衛，並且默許甘道夫把他的手杖帶入大廳內，因為哈瑪對葛力馬·巧言的命令也感到不滿。之後在前往聖盔谷的途中，哈瑪與加姆林於探路時被薩魯曼派出的狼騎士攻擊，哈瑪被殺害，其屍體被座狼拋在一邊。在聖盔谷之戰（即在號角堡前的戰鬥）前夕，亞拉岡和哈瑪年幼的兒子哈拉斯有著一番激勵人心的對話，哈拉斯即將與不分年齡大小的所有男性一起投入戰鬥。 而在小說中並沒提及到哈瑪的家庭；老弱婦孺都在伊歐玟的保護之下。
在英国广播公司（BBC）的魔戒廣播劇改編中，哈瑪由經驗豐富的配音演員邁克爾·斯派斯（Michael Spice）描繪，他也以飾演英国广播公司知名電視劇《神秘博士》中的惡棍聞名。